# Dalia Muccioli
Dalia Muccioli (Cesenatico, 22 mei 1993) is een Italiaanse wielrenster.
In 2013 werd ze Italiaans kampioene op de weg. Vanaf 2012 reed ze drie jaar voor BePink, vervolgens twee jaar voor Alé Cipollini en vanaf 2017 voor Valcar PBM.

## Palmares
2013
- Italiaans kampioene op de weg, elite
- 1e etappe Giro del Trentino

2014
- Jongerenklassement Ronde van El Salvador

2015
- Italiaans kampioenschap op de weg, elite